# Nemo
Nemo (в превод от латински: никой) е името на първия сингъл от албума Once на финландската метъл група Nightwish. В заглавната участва Лондонската филхармония и хорът към нея.
Към „Nemo“ има и заснет видеоклип.

## Песни
- Nemo
- Planet Hell
- White Night Fantasy (non-album bonus track)
- Nemo (orchestral version)